# Schulzendorf
Schulzendorf là một đô thị thuộc huyện Dahme-Spreewald, bang Brandenburg, Đức. Đô thị Schulzendorf có diện tích 9,08 km², dân số thời điểm 31 tháng 12 năm 2006 là 7549 người.